# Rosate
Rosate is een gemeente in de Italiaanse metropolitane stad Milaan (regio Lombardije) en telt 5116 inwoners (31-12-2004). De oppervlakte bedraagt 18,7 km², de bevolkingsdichtheid is 289 inwoners per km².
De volgende frazioni maken deel uit van de gemeente: Cavoletto.

## Demografie
Rosate telt ongeveer 2074 huishoudens. Het aantal inwoners steeg in de periode 1991-2001 met 26,1% volgens cijfers uit de tienjaarlijkse volkstellingen van ISTAT.
| Jaar | Inwoneraantal |
| ---- | ------------- |
| 1991 | 3742          |
| 2001 | 4717          |

## Geografie
Rosate grenst aan de volgende gemeenten: Gaggiano, Gudo Visconti, Noviglio, Noviglio, Morimondo, Vernate, Bubbiano, Calvignasco.